# Kitabatake Chikafusa

Kitabatake Chikafusa, Tuschezeichnung von Kikuchi Yōsai aus der Reihe Zenken Kojitsu

Kitabatake Chikafusa (jap. 北畠 親房; * 8. März 1293; † 1. Juni 1354 in Anō, Provinz Yamato (heute: Nishiyoshino, Gojō, Präfektur Nara)) war ein japanischer Staatsmann, Feldherr und Historiograph.
Der Sohn des Kitabatake Moroshige gehörte über die Nakanoin dem Murakami-Genji an und genoss frühzeitig das Vertrauen des Tennō Go-Daigo, der ihn zum Kebiishi no bettō, 1319 zum Gon-Chūnagon und 1323 zum Dainagon ernannte sowie zum Erzieher seines Sohnes und Nachfolgers Go-Murakami machte. Neben Yoshida Sadafusa und Made no Kōji Nobufusa wurde er einer der drei Gosanbō des Kaisers.
Nachdem der zweite Sohn Go-Daigos und Ichijō no tsubones, Prinz Yoyoshi, mit dessen Erziehung er ebenfalls betraut worden war, frühzeitig starb, wurde Kitabatake 1330 buddhistischer Mönch und nahm den Namen Sōgen (später Kakkū) an. 
Während der Kemmu-Restauration stellte sich Chikafusa mit seinem Sohn, dem Chinjufu Shōgun Kitabatake Akiie auf die Seite Go-Daigos. Er wurde als Gouverneur (kami) der Provinz Mutsu eingesetzt und errang einen Sieg über die Armee Ashikaga Takaujis bei Kyōto.
Nachdem Ashikaga Takauji Shōgun geworden war, musste Chikafusa nach Yoshino fliehen.
Hier verfasste er als Erster Berater des Südhofes 1339 für den zwölfjährigen Prinzen Noriyoshi sein Geschichtswerk Jinnō-shōtō-ki, eine Geschichte des Zeitalters der Götter und der menschlichen Kaiser, sowie das Shokugenshō. Er hatte seine Position am Südhof bis zu seinem Tode inne und verfasste in dieser Zeit noch die Schriften Gengenshū, Nijūichishaki und Shingon naishōgi.